# Carnegie Hall

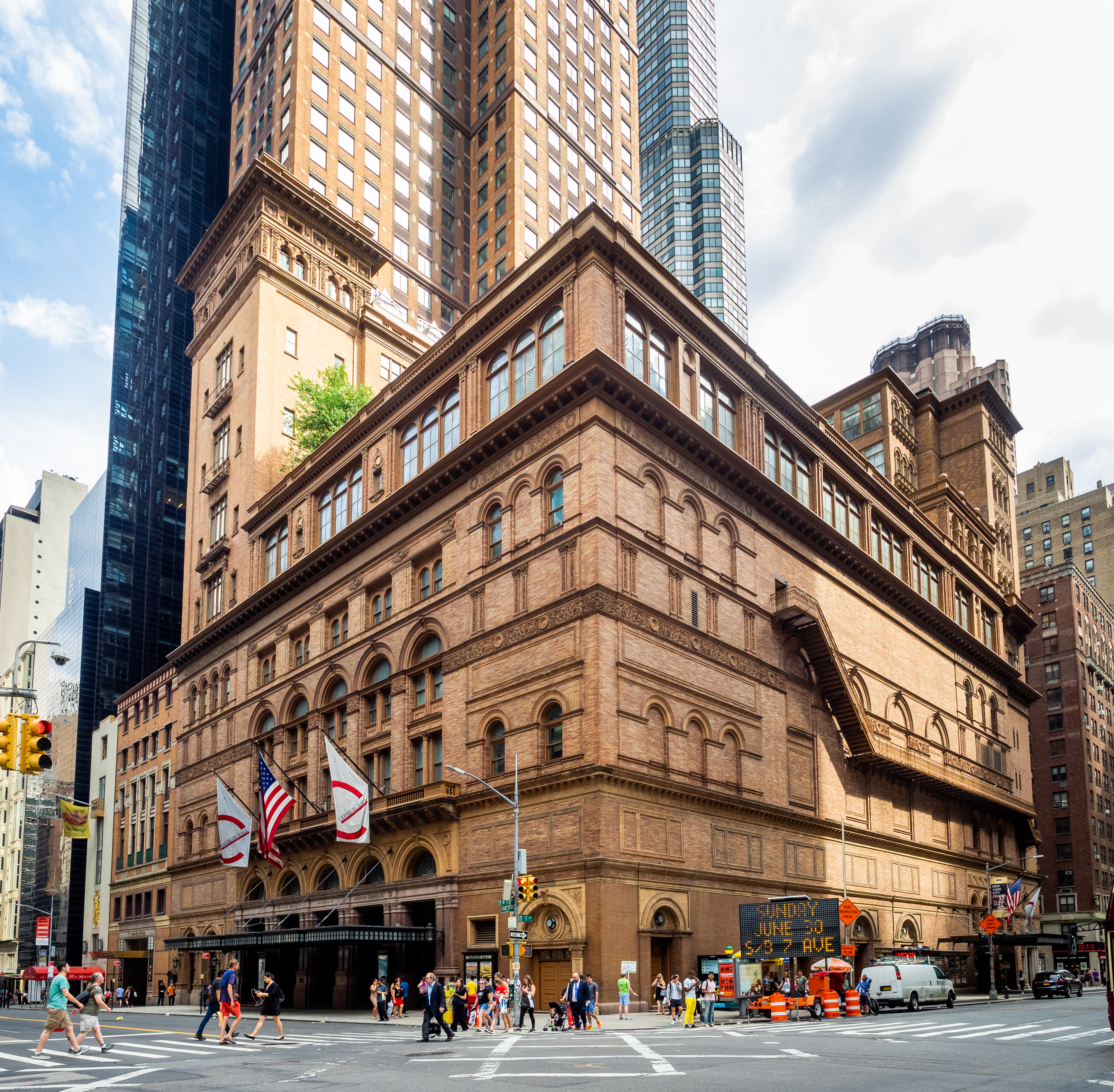
Budynek Carnegie Hall (2019)

Carnegie Hall – nowojorska hala koncertowa, jedna z najbardziej prestiżowych na świecie, znana na całym świecie z doskonałej akustyki. Mieści się w przy 57 ulicy i 7 alei w dzielnicy Midtown w okręgu Manhattan. Dokładny adres to Carnegie Hall 881 Seventh Avenue, NY 10019-3210.

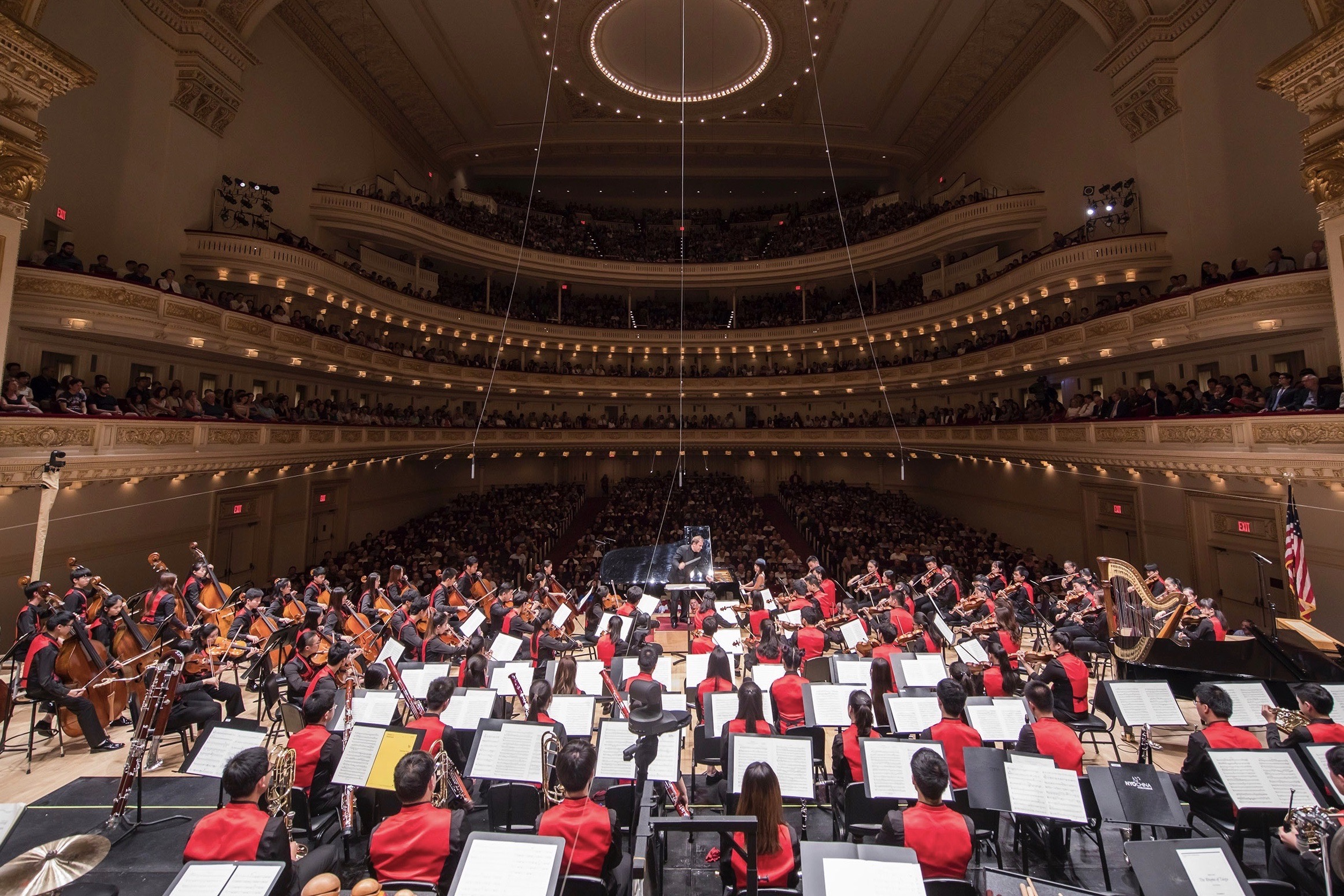
Widok ze sceny Carnegie Hall

## Historia
Budowa gmachu rozpoczęła się 13 maja 1890 roku. Przedsięwzięcie zainicjował Andrew Carnegie. Autorem projektu był architekt William Burnet Tuthill. Oficjalnego otwarcia dokonano 5 maja 1891 roku spektakularnym koncertem, w którym wystąpił Piotr Czajkowski, dyrygując własną muzyką.
Pierwotnie salę koncertową nazywano Music Hall i dopiero w 1893 roku po uzyskaniu zgody fundatora zmieniono nazwę na Carnegie Hall.
Gmach należał do rodziny Carnegie do roku 1925, kiedy wdowa po Andrew Carnegie sprzedała go Robertowi Simonowi, właścicielowi firm budowlanych. W 1935 roku gmach Carnegie Hall przeszedł w ręce Roberta Simona jr. W połowie lat 50. właściciel sali koncertowej zaoferował jej sprzedaż Filharmonii Nowojorskiej, która od dziesięcioleci rezerwowała tam większość wieczorów koncertowych. Filharmonia jednak odrzuciła tę propozycję, mając w planach przeprowadzkę do Lincoln Center.
Problemy ze sprzedażą budynku spowodowały, że przeznaczono go do rozbiórki, aby uzyskać ziemię pod komercyjny drapacz chmur. Protesty artystów pod przewodnictwem Isaaca Sterna zmusiły miasto do wykupienia za 5 mln dolarów gmachu i utworzenia w maju 1960 roku organizacji non-profit: Carnegie Hall Corporation.
W Carnegie Hall znajdują się trzy koncertowe sale: Main Hall (Stern Auditorium/Perelman Stage), Zankel Hall i Weill Recital Hall.

## Artyści w Carnegie Hall
Wśród wielu artystów, którzy mieli zaszczyt wystąpić w Carnegie Hall byli: Gustav Mahler, Béla Bartók, Enrico Caruso, Placido Domingo, Artur Rubinstein, Vladimir Horowitz czy Isaac Stern. 
Od samego początku odbywały się tam też koncerty dla młodzieży, które później prowadził Leonard Bernstein. W Carnegie występowały także gwiazdy światowej muzyki popularnej i jazzowej, m.in. Bob Dylan, Judy Garland, Liza Minelli, Frank Sinatra, Billie Holiday oraz Benny Goodman. 

### Polacy w Carnegie Hall
- śpiewaczka operowa Jadwiga Szayer znana jako Ada Sari
- 1891 – Ignacy Jan Paderewski
- Józef Hofmann-1887-1946
- 1961 – Wanda Wiłkomirska, z orkiestrą Filharmonii Narodowej pod dyrekcją Witolda Rowickiego[6]
- 1963 – Poznańskie Słowiki pod dyrekcją Stefana Stuligrosza zaśpiewały jako pierwszy polski chór
- 1966 kwiecień – Ewa Demarczyk
- 1977 – pianista jazzowy Adam Makowicz
- 1978 – harfistka Ewa Jaślar
- 1979 – Polska Orkiestra Kameralna pod dyr. Jerzego Maksymiuka[7]
- 24 października 1981 – Polska Orkiestra Kameralna pod dyr. Jerzego Maksymiuka[8]
- 6 kwietnia 1982 – Zespół Kameralistów Filharmonii Narodowej pod dyr. Karola Teutscha, śpiewaczka Krystyna Szostek-Radkowa
- 15 kwietnia 1985 – Polska Orkiestra Kameralna pod dyr. Jerzego Maksymiuka[8]
- 15 lutego 1987 – Sinfonia Varsovia pod dyr. Yehudiego Menuhina[8]
- wrzesień 1987 – Violetta Villas
- 30 marca 1990 – Sinfonia Varsovia pod dyr. Emmanuela Krivine'a[8]
- 1990 – pianista Mieczysław Horszowski
- pianista Krystian Zimerman – wielokrotnie
- 1991 – śpiewaczka Olga Szwajgier
- 8 marca 1995 – Sinfonia Varsovia pod dyr. Krzysztofa Pendereckiego[8]
- 1997 – pianista Józef Kapustka
- 18 listopada 1999 – zespół Budka Suflera
- 2000 – opera Karola Szymanowskiego „Król Roger” w wykonaniu Wojciecha Drabowicza (Król Roger), Zofii Kilanowicz (Roksana), Piotra Kusiewicza (Edrisi), Ryszarda Minkiewicza (Pasterz), Roberta Gierlacha (Archireios), Jadwigi Rappé (Diakonissa)
- 4 listopada 2001 – Sinfonia Varsovia pod dyr. Janusza Sporka i Mariusza Smolija[8]
- 2002 – śpiewaczka Olga Szwajgier – premierowe wykonanie własnego utworu „Julius”
- 2002 – zespół Brathanki
- 12 stycznia 2003 – Sinfonia Varsovia pod dyr. Iana Hobsona[8]
- 26 stycznia 2003 – pianista Stanisław Drzewiecki
- 18 października 2003 – Beata Bilińska
- 25 marca 2004 – pianista Jerzy Stryjniak
- 25 września 2004 – Leszek Możdżer i Adam Makowicz
- 2005 – pianista Artur Jaroń
- 2 listopada 2007 – Łukasz Kuropaczewski
- 13 stycznia 2008 – zespół Motion Trio
- 3 grudnia 2008 – pianista Piotr Anderszewski
- 15 kwietnia 2009 – altowiolista Paweł Czarny jako członek Orkiestry Symfonicznej YouTube
- 17 grudnia 2010 – Orkiestra Academia – dyr. Bohdan Boguszewski, mezzosopran Hanna Hozer, skrzypaczka Patrycja Piekutowska, pianiści Adam Makowicz, Anna Organiszczak, Jerzy Stryjniak i Sławomir Wilk, wiolonczelista Tomasz Szczęsny. International Chopin Festival in New York.
- 8 marca 2011 – Happy Big Band podczas New York Wind Band Festival dyr. Mirosław Kaszuba
- 5 kwietnia 2011 – pianista Maciej Granat i akordeonista Rafał Łuc podczas koncertu zwycięzców konkursu IBLA International Competition
- 17 maja 2012 – Zenkel Hall, Ensemble d’Archi Fenaroli. The Eighth Annual Notable Occasion. W składzie kameralnego zespołu: Irena Filuś-skrzypce, Barbara Maja Maseli – skrzypce, Natalia Pawłowska – skrzypce i Marta Pawłowska – skrzypce.
- 3 marca 2013 – 13-letnia flecistka Natalia Karaszewska
- 7 marca 2013 – Young Audiences New York Youth Choir podczas The Music of Prince. W składzie chóru: Aleksandra Agnieszka Ambroziak i Weronika Alicja Wojtaszek
- 2 maja 2013 – akordeonista Patryk Sztabiński, akordeonista Tomasz Ostaszewski
- 22 grudnia 2013 – klarnecistka Agata Piątek podczas koncertu zwycięzców International Music Talent Competition (American Protege)[9]. Akompaniowała jej siostra Magdalena Piątek.
- 22 grudnia 2013 – 17-letnia flecistka Jagoda Krzemińska pod akompaniamentem Aleksandry Płatek[10][11]
- 14 maja 2014 – duet gitar klasycznych Adam Woch i Robert Guzik
- 20 grudnia 2014 – Bartosz Kołsut – akordeon
- 21 grudnia 2014 – Warsaw Piano Trio, trio fortepianowe w składzie: Klaudia Olborska (skrzypce), Małgorzata Latoszek (wiolonczela), Klaudia Kudełko (fortepian)[12]
- 2 marca 2015 – Cracow Duo, Jan Kalinowski (wiolonczela), Marek Szlezer (fortepian) – Celbrating the 205th Anniversary of Fryderyk Chopin’s Birthday[13]
- 28 listopad 2015 – Jakub Dubik (wiolonczela)[14]
- 16 grudnia 2015 – Chór Dziewczęcy Skowronki z Poznania, z koncertem „Christmas across the World”[15][16][17][18]
- 14 listopada 2018 – Janusz Olejniczak, Jerzy Maksymiuk, Sebastian Karpiel-Bułecka[19]
- 29 marca 2022 – Chór Akademos High School z Lublina uczestniczył w konkursie New York „Sounds of Spring” Festival zdobywając Złoto.
- 28 listopada 2023 – pianista Robert Adamczak[20]
- 4 kwietnia 2024 – Dominika Zamara – sopran[21][22][23]
- 9 grudnia 2024 – Piotr Beczała[24]